# Bromo-DragonFLY
Bromo-DragonFLY ist eine Forschungschemikalie mit halluzinogener und psychedelischer Wirkung, die aufgrund ihrer Struktur zu den substituierten Phenethylaminen bzw. Amphetaminen zählt. Die Wirkung wird unter anderem auf die Eigenschaften des Bromo-DragonFLYs als potenter Agonist am Serotonin-Rezeptor 5-HT2A zurückgeführt. Bromo-DragonFLY ist ein Derivat des DOB.

## Geschichte
Bromo-DragonFLY wurde 1998 von Matthew Parker an der Purdue University entwickelt. Der Name kommt aus dem Englischen (dragonfly, dt. Libelle) und beschreibt das Aussehen der Teilstruktur des Aromaten mit den Furanringen.

## Darstellung
Zur Darstellung von Bromo-DragonFLY sind viele verschiedene Synthesewege denkbar. Beispielhaft wird im Folgenden ein in der Literatur beschriebener Weg gezeigt:

## Pharmakologische Eigenschaften

### Pharmakodynamik
Bromo-DragonFLY hat ein Stereozentrum, wobei (R)-(−)-Bromo-DragonFLY das pharmakologisch aktivere Stereoisomer ist. Es bindet sich mit hoher Affinität an die 5-HT2A/2B/2C-Serotoninrezeptoren mit einem Ki-Wert von 0,31 nM am 5-HT2A-Rezeptor und 0,11 nM am 5-HT2C-Rezeptor. Für das (S)-Isomer sind Ki-Werte von 0,68 nM für den 5-HT2A Rezeptor und 0,25 nM für den 5-HT2C Rezeptor angegeben.

### Wirkung
Durch seine hohe Affinität am 5-HT2A-Rezeptor ist die Wirkung mit der von LSD oder DOB vergleichbar, allerdings ist die Wirkdauer mit bis zu 96 Std. deutlich erhöht. Überdosierungen mit Todesfolge sind beschrieben worden. Zudem gab es in Großbritannien Fälle, bei denen Amputationen durchgeführt werden mussten.

## Rechtsstatus
Als Abkömmling des 2-Phenethylamins unterliegt Bromo-DragonFLY in Deutschland dem im November 2016 in Kraft getretenen Neue-psychoaktive-Stoffe-Gesetz. Bis auf die im Gesetz definierten Ausnahmen sind Handel, Inverkehrbringen, Herstellung, die Verabreichung sowie das Verbringen von Bromo-DragonFLY grundsätzlich strafbar.
In den USA ist Bromo-DragonFLY als Schedule I gelistet. In Kanada sind seit dem 12. Oktober 2016 als Schedule III alle Stoffe mit einer 2,5-Dimethoxyphenylethamin-Struktur klassifiziert, einschließlich der meisten 2Cs, sowie unter anderem DOx, TMA, Aleph, NBOMes, NBOHs, NBF, bk-2-C-B, 2C-B-Fly. In Großbritannien wird es als class A drug behandelt. In Schweden ist es als Klasse IV gelistet (LVFS 2007:14). Im Jahr 2007 wurde es in Dänemark verboten. In Norwegen wird es als Betäubungsmittel behandelt. In Rumänien ist es seit dem 10. Februar 2010 verboten. In Australien wurde es am 9. September 2011 als Betäubungsmittel der Klasse 2 eingestuft. In Finnland ist es seit dem 12. März 2012 als Designerdroge verboten.

## Sonstiges
Bei einem esoterischen Heilpraktiker-Seminar im niedersächsischen Handeloh am 5. September 2015 nahmen die 29 Teilnehmer eine Mischung aus Bromo-DragonFLY und 2C-E, auch Aquarust genannt, zu sich. Dies führte zu einer Massenvergiftung, durch welche die Betroffenen u. a. unter Wahnvorstellungen und Krampfanfällen litten, so dass sämtliche Personen in Krankenhäusern ärztlich behandelt werden mussten. Der Fall wurde daraufhin deutschlandweit bekannt. Während in ersten Pressemeldungen lediglich die Einnahme von 2C-E als wahrscheinlich galt, konnte durch Untersuchungen am rechtsmedizinischen Institut in Köln auch der Konsum von Bromo-DragonFLY nachgewiesen werden. Erst dessen Einnahme führte offenbar zu den ungewöhnlich heftigen Auswirkungen auf Gesundheit und Habitus der Konsumenten. Der Seminarleiter gab vor Gericht an, es habe sich um eine ihm nicht bekannte Verunreinigung des 2C-E, das er den Teilnehmern ausgab, mit Bromo-DragonFLY gehandelt.